# タモリの週刊ダイナマイク
『タモリの週刊ダイナマイク』（タモリのしゅうかんダイナマイク）は、ニッポン放送にて1990年4月14日から2005年3月27日にかけて（断続的に）放送されていたラジオ番組である。タモリの冠番組。

## 概要
当番組のメインパーソナリティのタモリと、時折合いの手を入れる放送作家橋克弘の暴走も名物だった。
『だんとつタモリ おもしろ大放送!』の終了後暫くニッポン放送でのレギュラーを持たなかったタモリが1989年10月の『グーテンタモリ』（『鶴光の噂のゴールデンアワー』の箱番組）で復活した半年後の1990年4月に開始した。当初は土曜朝で放送し、その後土曜午後の枠を経て1996年10月以降は、『だんとつタモリ』時代と同様にナイターオフシーズンの10月から翌年3月までの放送を実施していた。2005年10月からは、番組タイトル名や主なコーナー・企画が全面的に変更（『ブリタモリ大百科事典』参照）されたため、当番組名での放送は2004年度のシーズンが最終となった。
エンディングテーマ曲は、1994年10月1日の放送から「A列車で行こう」が用いられている。
タモリの口から「やる気のある者は去れ」「焼きそばになるな」「全裸に○○してバイナラプー」などの名フレーズも飛び出した。
タモリと堂尾の吹っ切れた演技が聴きどころの「ゴン太くんとミー子ちゃんのどんな塩梅かな?」を始め、数々のコント、年初めに「今年の予定」として完全にテーマを決めてマラソンや展覧会等月別に世界各国のイベントを紹介。完全にネタハガキのリクエストも名物だった。
一部新聞のラジオ欄では、『タモリの週刊ダイナマイト』と誤表記されたことがある。
番組は生放送という体裁で放送し、放送時間中に電話・FAX・メールの募集もしていたが、上柳昌彦は定年退職後に発売した著書で「毎週金曜日の午後に録音していた」と、本番組が事前収録だった事を明かしている。タモリのスケジュールとしては『森田一義アワー 笑っていいとも!』（フジテレビ系列）と『ミュージックステーション』（テレビ朝日系列）の生放送の間に当番組の収録を行っていた。『いいとも!』の生放送を終えた後、午後2時にスタジオアルタから有楽町のニッポン放送社屋（初代、当時の糖業会館ビル）に入って食事をしながらスタッフと談笑した後、タモリが「じゃお疲れさん」と帰ろうとするところを堂尾や上柳らが「いやいやこれからですよ」と引き止める一連の儀式を毎回やってから収録に臨んでいたという。1997年3月24日にニッポン放送は、14日前に移転したフジテレビに続いてお台場のFCGビルに移転したが（有楽町社屋建て替えのため）、有楽町旧社屋は分室として営業部門がしばらく残っていた事もあり、本番組は2000年のオフシーズンまではあえて有楽町旧社屋（2001年8月に解体）で収録されていた。2001年10月より正式にお台場本社からの放送へ移行し、番組最終年度に当たる2004年度のみ、現在の有楽町ニッポン放送社屋（2代目）から収録を行った。

## 出演者

### メインパーソナリティ
- タモリ

### フォロー役
- 堂尾弘子（元ニッポン放送アナウンサー、現在フリー）

### アシスタント（歴代）
- 高橋良一（くり万太郎）（現在フリーアナウンサー）
- 上柳昌彦（現在フリーアナウンサー）
- 荘口彰久（現在フリーアナウンサー）
- 福永一茂（現在フジテレビアナウンサー）
- 吉田尚記

## 2004年度のタイムテーブル
- 19:00 オープニング
- 19:08 59歳自由業
- 19:20 （〜11月21日）こちらデスクですか? （11月28日〜）数寄屋橋レディースクリニック
- 19:37 日興コーディアル証券イブニングトーク 社長さん登場
- 19:51 吉田尚記とのフリートーク（世界のニュースなどを紹介）
- 20:00 ふんぐり刑事寸胴篇、ニッポンの底力（2月13日より特別版）
- 20:17 学研Presents  列島制覇!タモリ帝国の夜明け 〜「日本の町並」編〜
- 20:34 （〜2月6日）プロモーター対抗リクエスト合戦!セレブの海賊 （2月13日〜）ニッポンの底力特別版
- 20:53頃 今週のプレゼント（四字熟語並べ替え）
  - 実在する四字熟語をアナグラムで珍妙なフレーズに変えたものを出題し（例・「にせちんしゅういち」→「一日千秋」） 、元の熟語を当ててもらうクイズ。
- 20:55頃 季節のお便り、エンディング

## 略史

### 1990年代
- 1990年4月14日、土曜日9:00〜11:30で番組がスタート。放送時間は当時2時間30分。当初はニュース・情報番組としてスタート。初代アシスタントはくり万太郎こと高橋良一、同年7月から鯖千代こと上柳昌彦。
  - （当時のコーナー：おとなの疑問・クイズ　カジノロワイヤル・大江戸事件帖・ねずみ小僧プレゼント 等）
    - （当時のキーワードとして…陽気なカンちゃん、獅子ヶ原虎子、芸能クイズ王ことぬらりひょんは喫茶店オズに入り浸り、小手指行き、オープニングギャル雅子、蕎麦屋はクイズの解答率が悪い等）
- 1992年4月4日、前番組『三宅裕司のどよーん!』を担当していた三宅裕司が日曜朝へ移動（『裕司と雅子のガバッといただき!!ベスト30』）したため、土曜14:00〜16:30のNISSANラジオパラダイス（日産自動車一社提供）枠に移動、放送時間変更に伴いジングルが一新される[注 2]。
  - （三時の疑問・あいうえ音楽会・ぬらりひょんを探せ[注 3]・はひふへ放送塔）
- 1993年4月3日、前枠の『ゴッドアフタヌーン アッコのいいかげんに1000回』の短縮で、放送開始時刻が土曜13:00に繰り上げ（Jリーグ中継により13:55または14:55までの短縮あり）
- 1993年10月2日、放送時間が13:00～15:00の2時間に短縮（Jリーグ中継放送時は短縮あり）
  - （＜13時～＞おとなのニュース・クイズタモリクラシック→クイズ喫茶　かずよし・ダイナマイクダービー＜14時～＞昼下がりの疑問・あいうえ音楽会・はひふへ放送塔＜15時～＞日産音楽相撲 土俵DEドン![注 3]） - 1996年7〜8月、オリンピック取材でアトランタ滞在中の上柳へ深夜、イタズラ電話を繰り返す。
- 1996年10月11日、金曜18:00〜20:00に移動[注 4]。この枠はナイター中継およびナイターオフのワイド番組枠であるため、夜19時以降はNRN系全国ネットだった。この移動に伴い日産自動車はスポンサーを降板（『NISSANラジオパラダイス』の枠自体は存続）、本番組はこれ以後ナイターオフシーズン放送に移行する。
  - （＜18時〜＞51歳自由業・東総信 美女対談・森田インターネッチョ ＜19時〜＞日本全国タモリです・大人の疑問[注 5]・アジア天文研究所別館・季節のおたより 等） - 上柳の離婚をネタに凄絶なイジメが展開される。シーズン最終回（1997年3月28日放送分[注 6]）は『タモリの週刊ダイナマイクファイナル』として番組の歴史をごく僅かな資料で振り返った。
- 1997年10月10日から関東ローカルに戻り、放送時間は金曜17:40～19:00[注 4]。このシーズンのみ『タモリの週刊ダイナマイクリターンズ』として放送。
  - （52歳自由業 ＜18時〜＞おとなのニュース・東総信 タモリの美女対談・Just Now・思い出の夜 そして…ギャランドゥ・季節のおたより）
- 1998年10月11日から半年、日曜18:00〜19:30　アシスタントは荘口彰久に交代（放送内でのマイクネームは熊井。上柳が『テリーとうえちゃんのってけラジオ』に抜擢のため）。
- 1999年10月8日から半年、金曜18:30〜19:30[注 7]（19:00以降は全国ネット） 
  - （54歳自由業・荘口彰久のザ・ウィークポイント ＜19時〜＞Just Now2000[注 8]・頑張れニッポン!タモリです。[注 9]・今週のプレゼント・永井美奈子のJOAスポーツミニッツ・季節のおたより&ためになる法則シリーズ）

### 2000年代
- 2000年10月7日から半年、土曜19:00〜20:30（全国14局ネット）※キー局であるニッポン放送は8回の放送休止。
  - （55歳自由業・ニュースと私・世にもチン妙な千一夜物語・東京ウラ筋マップ21・ドクター一義の乙女の診察室・ジャストナウ特上・20世紀のリクエスト・季節のおたより　等）
- 2001年10月5日から半年、関東ローカルに再び戻り、金曜17:30〜19:00。『タモリのヨッ!お疲れさん フライデースペシャル』として、週刊ダイナマイクのタイトルを一旦替える。アシスタントはスポーツ部アナウンサー福永一茂（タモリ命名のマイクネームは豆入りおかき）
  - 好みのタイプがフジテレビ・梅津弥英子アナだった福永アナ、タモリ・堂尾にいたぶられる。11月9日はタモリ・ゴルフボール事故のため、上柳が久々に登場しピンチヒッターを務める（この回は全編生放送）。
- 2002年10月6日から半年、日曜16:00〜17:30　「NTTコムウェアサンデースペシャル タモリの週刊ダイナマイク」となる。
  - （57歳自由業・今週のニュースつまみ喰い・超入門IT大革命 情熱の買い物カゴ・森田結婚相談所＜11月より森田運命相談所＞ ＜17時〜＞アニマルプラネッツ・季節のおたより 等） - 荘口彰久がアシスタント復帰。タモリのインチキタロット占いで、多くの相談者が人生を左右される。11月17日には井上陽水がゲスト出演、「コンサートで最前列にいる人は、人間的に上品じゃない」という名言を残す。また、エンディングの「じゃあ私はこの後○○のバイトがありますので、全裸に○○してバイナラプー!奥さん、それは○○じゃないよ」の定番フレーズがこの頃誕生した。
- 2003年10月5日から半年、日曜17:30〜18:50　
  - （森田運命相談所 ＜18時〜＞種の起源・社長さん登場・何かにでる日本地理・季節のおたより 等） - コント「世界音楽家列伝」に「ニセ大橋巨泉」登場、タモリの「巨泉の死因は他殺」発言飛び出す[注 10]。このシーズン荘口は18時台のオープニングで「ミスターピローン」「二代目熊井荘右衛門」など放送作家・橋氏考案のあだ名で紹介された。
- 2004年10月31日から5ヶ月、日曜19:00〜21:00
  - 荘口の退社によりアシスタントが吉田尚記に交代。3月20日、27日には吉田が新婚旅行先の南米から電話で登場。南米ということで、吉田が放送中に初代インカ皇帝の名を言わされる。スタジオに入る代わりのアシスタントは20日が山本まゆ子、27日が垣花正[注 11]。
  - 上記期間中の2005年3月、番組メインパーソナリティのタモリが、ニッポン放送の経営権がライブドアに移ったらニッポン放送の番組には出演しないことになると報道されていた。よってライブドアにニッポン放送の経営権が移った場合、この番組もこの2004年度（2004年10月-2005年3月）をもって終了してしまう可能性が高かった[3] が、4月のフジテレビとライブドアの和解・経営権がフジテレビになったことによって2005年10月に番組名を下記のように改名しフォロー役交代などを行った上で、番組再開が決まった。
- 2005年10月8日から、土曜19:00〜20:30に『ブリタモリ大百科事典』と改名し再スタートをすることに。フォロー役も、前身の『だんとつタモリ』から務めた堂尾弘子から山本まゆ子へ交代となる。

## 放送時間
- 土曜  9:00 - 11:30（1990年4月14日 - 1992年3月）
- 土曜 14:00 - 16:30（1992年4月4日 - 1993年3月）
- 土曜 13:00 - 15:30（1993年4月3日 - 1993年9月）
- 土曜 13:00 - 15:00（1993年10月2日 - 1996年9月28日）
- 金曜 18:00 - 20:00（1996年10月11日 - 1997年3月）
- 金曜 17:40 - 19:00（1997年10月10日 - 1998年3月）
- 日曜 18:00 - 19:30（1998年10月11日 - 1999年3月）
- 金曜 18:30 - 19:30（1999年10月8日 - 2000年3月）
- 土曜 19:00 - 20:30（2000年10月7日 - 2001年3月）
- 金曜 17:30 - 19:00（2001年10月5日 - 2002年3月）
- 日曜 16:00 - 17:30（2002年10月6日 - 2003年3月）
- 日曜 17:30 - 18:50（2003年10月5日 - 2004年3月）
- 日曜 19:00 - 21:00（2004年10月31日 - 2005年3月27日）